# Ново-Ангренская ТЭС
Ново-Ангре́нская ТЭС (узб. Yangi-Angren IES) — одна из крупнейших тепловых электростанций Узбекистана. Расположена в поселке городского типа Нурабад Ташкентской области.

## История
Строительство электростанции началось в 1976 году.
Даты пусков энергоблоков (7 из 8 запланированных):
- № 1 — апрель 1985 года;
- № 2 — 12 апреля 1986 года;
- № 3 — 30 декабря 1986 года;
- № 4 — 30 декабря 1987 года;
- № 5 — 31 декабря 1988 года;
- № 6 — 19 января 1991 года;
- № 7 — 23 августа 1995 года.

До 2000-х называлась «Ново-Ангренская ГРЭС».
С 2003 года велось строительство второго золошлакоотвала (ЗШО-2) площадью 104 га. Шесть лет потребовалось на получение согласия Госкомприроды на его строительство. Необходимость в нем возникла из-за того, что вследствие постоянного роста зольности используемого на станции ангренского угля первый золошлакоотвал заполнился быстрее, чем ожидалось.
В 2010 году был одобрен проект перевода 5 энергоблоков Ново-Ангренской ТЭС на круглогодичное сжигание угля.
В 2015 году было принято решение законсервировать недостроенный энергоблок № 8, градирню № 4 и мазутохранилище в связи с отсутствием финансирования для дальнейшего их строительства.
Высота дымовой трубы Ново-Ангренской ТЭС составляет 330 метров.
Посещение туристами Ново-Ангренской ТЭС и прилегающей к ней территории запрещено.